# Fréjeville
Fréjeville – miejscowość i gmina we Francji, w regionie Oksytania, w departamencie Tarn.
Według danych na rok 1990 gminę zamieszkiwało 441 osób, a gęstość zaludnienia wynosiła 47 osób/km² (wśród 3020 gmin regionu Midi-Pireneje Fréjeville plasuje się na 637. miejscu pod względem liczby ludności, natomiast pod względem powierzchni na miejscu 1138.).